# Bolkarina
Bolkarina es un género de foraminífero bentónico de la familia Pellatispiridae, de la superfamilia Nummulitoidea, del suborden Rotaliina y del orden Rotaliida. Su especie tipo es Bolkarina aksarayi. Su rango cronoestratigráfico abarca el Thanetiense (Paleoceno superior).

## Clasificación
Bolkarina incluye a las siguientes especies:
- Bolkarina aksarayi